# Gisela Griffel
Gisela Griffel (* 20. Mai 1925 in Hamburg-Hausbruch; † 13. August 2009) war eine deutsche Schlagersängerin und Schauspielerin.

## Leben

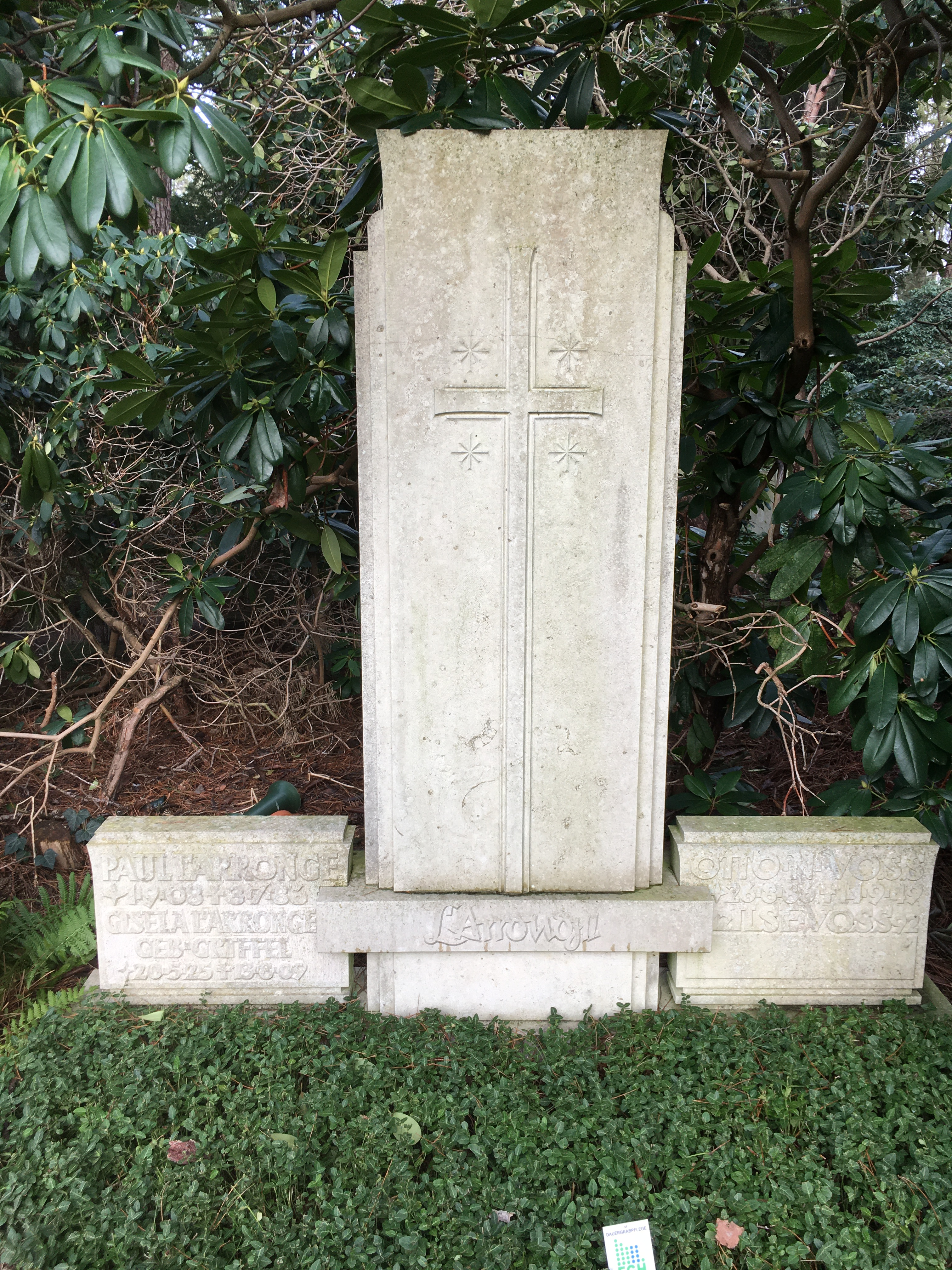
Grabstätte Gisela Griffel auf dem Friedhof Ohlsdorf

In den Jahren 1940/41 gehörte sie der Hamburger Swing-Jugend an, deren beliebter Treffpunkt das Café L'Arronge in der Dammtorstraße 13 war. Dort wurde sie 1941 von der Gestapo bei einer Tanzveranstaltung erwischt und verhaftet. Als Konsequenz wurde sie von der Schule verwiesen. Sie türmte nach Berlin zu ihrer vier Jahre älteren Schwester Ingeborg, die als Schauspielerin tätig war. Ab 1942 sorgten sie für ihr Einkommen, indem sie als Gesangsduett „Die Griffel Schwestern“ vor Frontsoldaten auftraten. Beide wurden nach Kriegsende als „anti-nationalsozialistisch“ eingestuft und durften als Dolmetscher für die Besatzungstruppen arbeiten. Sie begannen in amerikanischen Soldaten-Clubs zu singen, nunmehr als „Griffel Sisters“. Rum and Coca-Cola wurde ihr Glanzstück.
1947 begegnete Gisela Griffel in einem Künstlerbüro, wo sie nach Auftrittsangeboten Ausschau hielt, dem Inhaber des Cafés ihrer Jugendzeit, Paul L'Arronge, der sich gerne mit Künstlern umgab und sich auf diese Weise einen Namen gemacht hatte. Sie kamen ins Gespräch, entdeckten weitere Gemeinsamkeiten und wurden drei Monate später ein Paar. Zwischenzeitlich hatten sie und ihre Schwester auf Schlager umgesattelt und sich den Namen „Geschwister Griffel“ zugelegt. Das Duett bestand bis 1949 und war bei Polydor unter Vertrag. 1949 tat es Gisela der Schwester gleich und versuchte sich als Schauspielerin. So wirkte sie in diesem Jahr im Film Gefährliche Gäste in der Rolle der Lilo mit, der vom selben Regisseur (Géza von Cziffra) unter dem Titel Kriminaltango 1960 neu verfilmt wurde. Musikalisch auf Solopfaden wandelnd, schloss sie 1952 einen Vertrag mit Telefunken ab und ging in den nächsten Jahren in Italien, Dänemark, Belgien, den Niederlanden und England auf Tournee. In England war sie über Jahre hinweg steter Gast in BBC-Sendungen mit vielen internationalen Showgrößen. Einige ihrer vielen Schallplattenaufnahmen waren wieder Duette, allerdings mit Karl Golgowsky. Sie trat Mitte der 1950er Jahre auch häufig bei Wohltätigkeitsveranstaltungen, Galanächten und Werksfesten auf. Film- und Fernseheinsätze als Schauspielerin oder Sängerin folgten, am bekanntesten dürften Schule für Eheglück (Diesmal muß es Liebe sein) aus dem Jahr 1954 und Hotel Alotria (Saison in Oberbayern) aus dem Jahr 1957 sein. Im letztgenannten Jahr heirateten sie und Paul L'Arronge, wodurch sie zur Hamburger Gesellschaftsdame im Prominenten-Café avancierte. Zu Gast waren dort die führenden Persönlichkeiten des Films, der Bühne, der Musik, der Medien, der Politik: Maria Callas, Alain Delon, Axel Springer, Heinz Rühmann, Zarah Leander usw. 1960 wechselte sie zur noch jungen Plattenfirma Ariola und veröffentlichte eine überschaubare Reihe von Singles, aber 1962 zog sie sich endgültig aus dem Schlagergeschäft zurück.
Ihre letzte Ruhestätte fand Gisela Griffel auf dem Hamburger Friedhof Ohlsdorf im Planquadrat U 24 an der Seite ihres Mannes.

## Liederlisten
(Aufgrund oftmals fehlender Jahresangabe alphabetisch.)

### Als Gisela Griffel
- Am Ende der Welt (Telefunken)
- Bin nur eine Rundfunkstimme (Harry Hermann Orchester & Gisela Griffel)
- Bleib bei mir (Ariola)
- Der allerschönste Talisman (Gisela Griffel und die Sunshines mit Willy Mattes und Großes Tanzorchester) (Telefunken)
- Der schöne Prinz sucht die Prinzessin (Karl Golgowsky und Gisela Griffel mit dem Hansen-Quartett) (Telefunken)
- Diesmal muß es Liebe sein (Telefunken)
- Eine Frau im besten Mannesalter (Ariola)
- Eine Frau will im Frühling nicht allein sein (Telefunken)
- Einsame Herzen (Gisela Griffel, die Sunshines und das Golgowsky-Quartett) (Telefunken)
- Es ist zu schön, um wahr zu sein (Telefunken)
- Es wär' so schön, so wunderschön (Gisela Griffel und das Comedien-Quartett) (Telefunken)
- Frühling, Sommer, Herbst und Winter (Gisela Griffel, die Sunshines und das Golgowsky-Quartett) (Telefunken)
- Ganz Paris träumt von der Liebe (Gisela Griffel und die Peheiros) (Telefunken)
- Ich möchte so gern nach St. Pauli gehen (Gisela Griffel, Hans Arno Simon und sein großes Tanzorchester) (Ariola)
- Ich weiß nicht, warum ich dich liebe (Telefunken)
- Ich werde von dir träumen (Telefunken)
- Immer wenn's am schönsten ist (Gisela Griffel, Hans Arno Simon und sein großes Tanzorchester) (Ariola)
- Jeder Tag wird erst durch dich so schön (Ariola)
- Mambo Cubana
- Man nennt es Liebe
- Mein Herz, dein Herz … schlagen so heiß (Karl Golgowsky und Gisela Griffel mit dem Hansen-Quartett) (Telefunken)
- Mein Herz ist voller Zärtlichkeit (Telefunken)
- Meine Augen geh'n spazieren (Gisela Griffel und die Sunshines mit Willy Mattes und Großes Tanzorchester) (Telefunken)
- Millionen Herzen warten auf die Liebe (Gisela Griffel mit Chor) (Telefunken)
- Mr. Moneymaker
- Nimm mich mit als blinden Passagier (Telefunken)
- Schau nicht auf die Uhr
- Und gerade das ist so schön (Ariola)
- Verliebt in alle Ewigkeit (Gisela Griffel mit Chor) (Telefunken)
- Was ist denn bloß mit meinem Herzen los? (Telefunken)
- Wundervoll (Telefunken)

### Als Griffel Sisters
- Rum and Coca-Cola

### Als Geschwister Griffel
- Auch Matrosen haben eine Heimat (Polydor)
- Dorothee (In Hamburg liegt ein Segelschiff im Hafen) (Polydor)
- Du kannst mich am Kilimandscharo (Polydor)
- Jan Brass ist ein tüchtiger Seemann (Polydor)
- Komm mit nach Chile, Schatz (Polydor)
- Mein Schatz heißt Lohrana (Polydor)
- Rosen, die der Lenz in einer Frühlingsnacht (Polydor)
- Wenn es Abend wird (Polydor)
- Wir sehen uns wieder auf St. Pauli (Polydor)

## Filmografie
- 1949: Gefährliche Gäste (Paulchen unter Banditen)
- 31. Dezember 1953: Knallbonbons (Fernseh-Silvester-Revue)
- 19. Juni 1953: Spiel mit dem Glück (Fernseh-Komödie)
- 23. Februar 1953: Die schönste Frisur (Fernseh-Show)
- 1954: Die schöne Müllerin
- 10. September 1954: Schau mal her… Antwerpen grüßt Hamburg (Fernseh-Film)
- 1954: Schule für Eheglück (Diesmal muß es Liebe sein)
- 1955: Ball im Savoy
- 1. Januar 1955: 1:0 für Sie (Fernseh-Show)
- 30. Mai 1955: Frische Brise (Fernseh-Show)
- 1956: Hotel Allotria (Saison in Oberbayern)